# Izena
Izena (伊是名村?) è un villaggio giapponese della prefettura di Okinawa.